# Trachydoras
Trachydoras es un género de pequeños peces de agua dulce de la familia Doradidae en el orden Siluriformes. Sus 5 especies habitan en aguas cálidas y templado-cálidas del centro y norte de América del Sur, y son denominadas comúnmente armados o armaditos. La mayor longitud que alcanza ronda los 10 cm.

## Distribución
Este género se encuentra en ríos de aguas tropicales y subtropicales del norte y centro de América del Sur, desde la cuenca del Amazonas y la cuenca del Orinoco, hasta Bolivia el Paraguay, el Uruguay y el nordeste de la Argentina en la cuenca del Plata, en los ríos Paraguay, Paraná y Uruguay.

## Taxonomía
Este género fue descrito originalmente en el año 1925 por el ictiólogo estadounidense, nacido en Alemania, Carl H. Eigenmann.
Especies
Este género se subdivide en 5 especies:
- Trachydoras brevis (Kner, 1853)
- Trachydoras microstomus (C. H. Eigenmann, 1912)
- Trachydoras nattereri (Steindachner, 1881)
- Trachydoras paraguayensis (C. H. Eigenmann & Ward, 1907)
- Trachydoras steindachneri (Perugia, 1897)